# Long Train Runnin'
Singles de The Doobie Brothers
Jesus Is Just Alright
(1972) China Grove
(1973)
Long Train Runnin’ (ou Long Train Running) est une chanson du groupe américain The Doobie Brothers et écrite par Tom Johnston, parue sur l'album du groupe The Captain and Me (1973). Elle est sortie en single le 28 mars 1973. C'est un des plus grands succès du groupe ayant atteint la 8e place du Billboard Hot 100 américain.
La chanson a notamment été reprise par le groupe italien Traks en 1982, puis par Bananarama en 1991. En 1993, la version des Doobie Brothers a été remixée et s'est de nouveau classée dans plusieurs pays, atteignant notamment la 7e place du hit-parade britannique.

## Origine
L'air a évolué à partir d'un jam sans titre et principalement des ad libitum que les Doobies ont développé sur scène des années avant qu'il ne soit finalement enregistré. Son titre de travail, selon Johnston, était Rosie Pig Moseley et plus tard Osborn. « Je ne voulais pas l'enregistrer », a avoué plus tard Johnston. « ... Je l'ai juste considérée comme une chanson de bar sans beaucoup de mérite. Teddy [Templeman], d'un autre côté, pensait qu'elle en avait ». Ted Templeman a convaincu Johnston d'écrire des paroles pour la chanson.
Johnston a interprété la voix principale et la guitare rythmique qui propulse la chanson et interprète également le solo d'harmonica.

## Accueil critique
Le magazine Billboard l'a décrite comme « une chanson AM de bons moments et de bonne harmonie ». Cash Box a fait l'éloge de « l'harmonie fine et des prouesses musicales » des Doobie Brothers.

## Crédits
- Tom Johnston – guitare solo, harmonica, synthétiseur ARP, chant
- Patrick Simmons – guitare, synthétiseur ARP, chant
- Tiran Porter – basse, chant
- John Hartman – batterie, percussions, chant
- Michael Hossack – batterie, congas, timbales

## Classements et certifications
| Classement (1973)                | Meilleure position |
| -------------------------------- | ------------------ |
| Afrique du Sud (Springbok Radio) | 11                 |
| Australie (Kent Music Report)    | 58                 |
| Canada (RPM 100 Singles)         | 8                  |
| Canada (RPM Adult Contemporary)  | 20                 |
| États-Unis (Hot 100)             | 8                  |
| Nouvelle-Zélande (Listener)      | 15                 |
| Pays-Bas (Nederlandse Top 40)    | 12                 |
| Pays-Bas (Single Top 100)        | 10                 |

| Classement (1973)              | Position |
| ------------------------------ | -------- |
| Canada (RPM 100 Singles)       | 85       |
| États-Unis (Billboard Hot 100) | 41       |

| Classement (1993–94)                   | Meilleure position |
| -------------------------------------- | ------------------ |
| Allemagne (GfK Entertainment)          | 64                 |
| Australie (ARIA),                      | 67                 |
| Belgique (Flandre Ultratop 50 Singles) | 32                 |
| Irlande (IRMA)                         | 14                 |
| Royaume-Uni (UK Singles Chart)         | 7                  |
| Royaume-Uni (Music Week Dance)         | 1                  |

| Classement (1993)              | Position |
| ------------------------------ | -------- |
| Royaume-Uni (UK Singles Chart) | 90       |

| Classement (2011) | Meilleure position |
| ----------------- | ------------------ |
| France (SNEP)     | 91                 |

| Chart (2013)  | Meilleure position |
| ------------- | ------------------ |
| France (SNEP) | 104                |

### Certifications
| Pays                                                                       | Certification | Ventes certifiées |
| -------------------------------------------------------------------------- | ------------- | ----------------- |
| Royaume-Uni (BPI)                                                          | Argent        | 200 000‡          |
| xNon précisé par la certification ‡ventes/streaming selon la certification |               |                   |

## Dans la culture populaire
Sauf indication contraire ou complémentaire, les informations mentionnées dans cette section proviennent du générique de fin de l'œuvre audiovisuelle présentée ici.
- En 2006, dans Nos jours heureux d'Éric Toledano - bande originale

## Version de Traks
Singles de Traks
Get Ready
(1983)
En 1982, le groupe italien Traks a enregistré une reprise de Long Train Runnin' qui est parue sur leur album du même nom. Elle est sortie en single le 1er août 1982. Cette version s'est classée en France et en Allemagne, où elle a atteint respectivement la 62e et la 18e place dans les hit-parades.

### Liste des titres
| A1. | Long Train Runnin' (version courte) | 3:30 |
| B1. | Drums Power                         | 4:27 |

### Classements hebdomadaires
| Classement (1982–83)                 | Meilleure position |
| ------------------------------------ | ------------------ |
| Allemagne de l'Ouest (Media Control) | 18                 |
| France (IFOP)                        | 62                 |

## Version de Bananarama
Singles de Bananarama
Preacher Man
(1990) Tripping on Your Love
(1991)
La version de Bananarama est sortie sous le titre Long Train Running, apparaît sur leur cinquième album studio, Pop Life (en) en 1991 et est sortie en tant que troisième single de l'album au Royaume-Uni.
Le groupe a découvert la chanson en parcourant la collection de disques de Youth, le producteur de l'album Pop Life. Elles avaient besoin d'une chanson de plus enregistré pour compléter Pop Life et ont décidé de faire une reprise. La chanson a notamment atteint la 10e place au Portugal, la 18e en Irlande et la 30e place au Royaume-Uni.

### Classements hebdomadaires
| Classement (1991)                      | Meilleure position |
| -------------------------------------- | ------------------ |
| Allemagne (GfK Entertainment)          | 45                 |
| Australie (ARIA)                       | 179                |
| Belgique (Flandre Ultratop 50 Singles) | 47                 |
| Irlande (IRMA)                         | 18                 |
| Portugal (AFP)                         | 10                 |
| Royaume-Uni (UK Singles Chart)         | 30                 |
| Royaume-Uni (Music Week Dance)         | 57                 |

## Autres reprises et adaptations
De nombreuses reprises de la chanson ont été enregistrées, notamment :
- 1973 : Lill Lindfors – en suédois intitulée Tåget rusar fram parue sur son album Kom igen! ;
- 1974 : The Spotnicks – groupe suédois de rock instrumental, de leur album concert Live in Berlin '74 ;
- 1976 : Richie Havens – de son album The End of the Beginning ;
- 1996 : Bert Heerink (nl) – en néerlandais sous le titre Als een vogel zo vrij, de l'album Helderziende blind (46e place aux Pays-Bas)[34] ;
- 1999 : Hermes House Band  – parue sur l'album I Will Survive - The Party Album ;
- 1999 : Melanie – de Millenium Collection ;
- 2004 : Mr. Da-Nos (de) et Freakout – dans une version house parue sur l'album Groove Music (classée à la 47e place en Suisse)[35] ;
- 2004 :  Larry Ray - parue sur l'album "Stand By Me, and other soul greats"
- 2011 : Chris de Burgh – parue sur son dix-neuvième album Footsteps 2.
- 2011 : The Doobie Brothers avec Toby Keith et Huey Lewis – extrait de leur album studio Southbound (classée à la 120e place en France)[36] ;
- 2013 : Vigon Bamy Jay – de leur premier album Les Soul Men.
- 2015 : Curiosity Killed the Cat - de l'album 80s: Re-Covered.